# 對抗性侵犯
《對抗性侵犯》（英語：North Country），是一部2005年的美國電影作品，描述美國礦場女工集體訴訟，控告鋼鐵公司未處理與保護女性員工免於性騷擾的迫害的一部小说名，后改编成电影。
原書名《Class Action》，是首件性騷擾集體訴訟案——简森诉伊芙丽铁矿公司案的小說，電影與小說內容有很大之不同，小說詳述由1985年起到1998年（鋼鐵公司和解，並對十五名女工賠償美金350萬元）長達十四年以上之訴訟，但電影加以濃縮簡單化，且加上女主角被高中老師強姦生子而一旁高中男友袖手旁觀的劇情（實際女主角的私生子為約會強暴所致），及女主角父親在工會中為女仗義執言的感人畫面（小說中沒有這一段），但對抗性騷擾之本意則未違背。

## 剧情简介
1989年，裘絲·艾米斯（莎莉·賽隆飾）擺脫對她施暴的丈夫，帶著二個孩子、回到她位在家鄉明尼蘇達州北部的娘家。然而，裘絲雙親（尤其是父親）卻對她十分不諒解。為了維持家計，裘絲急需一分能養家糊口的工作，於是在任職礦工的老朋友葛洛莉（法蘭西絲·麥朵曼飾）的支持下，加入皮爾斯鋼鐵公司女礦工的行列，負責在採石場爆破礦砂。礦場工作雖然艱苦繁重，但工作穩定、待遇不差，且工作夥伴多能成為日常生活中互相扶持的摯友。
鋼鐵公司等粗重工作原僅僱用男性為員工，但在兩性平等的法律上路後，鋼鐵公司為避免觸法（未僱用一定比率之女性，需付出罰金），而開始進用女性員工。然而，大部分的男性礦工對女性礦工都充滿了敵意及輕蔑，且長期有意無意對女性職員進行言語及肢體上的性騷擾，而公司高階亦對此睜一隻眼閉一隻眼，默許不處理女性員工申訴。在皮爾斯鋼鐵公司，裘絲遇見了高中時期曾交往甚密的男同學巴比·夏普（傑瑞米·雷納飾），不幸成為巴比的頭號騷擾對象。
隨著經濟越來越不景氣，性騷擾的情形也越來越嚴重。裘絲等女性員工輕則需面對男職員言語上的戲逗、開黃腔，甚至成為男職員欺侮的對象。裘絲在礦場工作九年，歷經九年的忍耐壓抑後，終於受不了其上司漠視男同事對其的騷擾，且在向公司反應無效後，決定聘請律師對鋼鐵公司展開法律行為。由於這是一場集體的性騷擾，並非單一的受害者或加害者，故律師決定提出美國史上第一件性騷擾集體訴訟。
這場訴訟歷經十四年，但裘絲在這段期間，不僅要對抗公司的迫害、面對其他女性礦工的不諒解與排斥，更要面對與巴比·夏普等男性礦工間的衝突以及工會的施壓。此案終結後，法院裁定頒發強制令要求鋼鐵公司制定性騷擾政策，並建立性騷擾申訴管道，讓女性員工可以安心工作。
小說係由一位律師和資深記者合作撰寫，亦是美國史上第一件性騷擾集體訴訟，非常具有代表性，也有法律上之參考價值。

## 角色
- 莎莉·賽隆飾演裘絲·艾米斯
- 法蘭西絲·麥朵曼飾演葛洛莉
- 西西·史派克飾演艾莉絲·艾米斯
- 西恩·賓飾演凱爾
- 伍迪·哈里遜飾演比爾·懷特
- 理查·傑金斯飾演漢克·艾米斯
- 傑瑞米·雷納飾演巴比·夏普

## 票房與評價
《北國性騷擾》一片在北美開幕首週以6,422,455美元獲得票房第五名的成績。在美國的票房收入達18,324,242美元，美國外達5,300,000美元，全球共計23,624,242美元；本片預算則為3千萬美元。
本片在爛番茄的網站上，根據178篇的回應獲得68%新鮮度。Metacritic網站上，則根據39個評論，獲得68分的成績。

## 外部連結
- 互联网电影数据库（IMDb）上《對抗性侵犯》的资料（英文）
- 爛番茄上《對抗性侵犯》的資料（英文）
- Metacritic上《對抗性侵犯》的資料（英文）
- Box Office Mojo上《對抗性侵犯》的資料（英文）
- AllMovie上《對抗性侵犯》的资料（英文）